# Lista de programas da Fashion TV Brasil
Os programas vem com a programação da Fashion TV Brasil

## Programas atuais
- Filme "Lara"
- Glam
- Toda Beleza ( antigo Glow)
- FTV News
- FTV Mix
- Music Land
- On Top
- Estilo Brasil
- Highlight
- Passarela Urbana
- Fashion Classics
- Model TV
- Fashion Splash
- I Want It
- Criadores de Mito
- Designer Marathon
- À Moda do Chefe
- Um Dia Com
- Nomes da Moda
- Moda e Música
- FTV Mag
- Fashion Special
- Os Melhores Desfiles

## Programas já passaram
- AM/PM
- Fashion Review
- Sexies